# James Godday
James Godday (* 9. Januar 1984 in Kaduna, Nigeria) ist ein nigerianischer Sprinter, der sich auf den 400-Meter-Lauf spezialisiert hat.
Bei den Olympischen Spielen 2004 in Athen trat er in der nigerianischen 4-mal-400-Meter-Staffel an. Gemeinsam mit Musa Audu, Saul Weigopwa und Enefiok Udo-Obong holte er in 3:00,90 min die Bronzemedaille hinter den Mannschaften aus den Vereinigten Staaten und Australien. Godday startete auch im 400-Meter-Lauf und erreichte dabei die Halbfinalrunde.
Bei den Leichtathletik-Weltmeisterschaften 2005 in Helsinki und bei den Commonwealth Games 2006 in Melbourne erreichte er im 400-Meter-Lauf jeweils die Halbfinalrunde. Bei den Afrikameisterschaften 2006 in Bambous wurde er über dieselbe Distanz Fünfter. Bei den Olympischen Spielen 2008 in Peking erreichte er über 400 m wieder das Halbfinale. Eine nigerianische 4-mal-400-Meter-Staffel trat dort nicht an.
Außerdem wurde James Godday 2005 und 2006 nigerianischer Landesmeister im 400-Meter-Lauf. Er hat bei einer Körpergröße von 1,70 m ein Wettkampfgewicht von 72 kg.

## Bestleistungen
- 100 m: 10,74 s, 24. Mai 2005, Turnov
- 400 m: 44,90 s, 23. Juni 2008, Abuja